# Tarnopoler Kreis
Der Tarnopoler Kreis (oft auch Tarnopoler Landschaft; russisch Тарнопольский край Tarnopolski krai) war eine Verwaltungseinheit im Westen des Russischen Kaiserreichs, die zwischen 1810 und 1815 bestand.
Im Jahre 1772 gelangte dieses Gebiet, das zuvor zu Polen-Litauen gehört hatte, im Rahmen der ersten Teilung Polens an das österreichische Haus Habsburg. Als Königreich Galizien und Lodomerien wurde die Landschaft 1804 dem Kaisertum Österreich angegliedert und gehörte von 1867 bis 1918 als Kronland zum cisleithanischen Teil Österreich-Ungarns. Es wurde Russland als Ergebnis des Friedens von Schönbrunn 1809 zugesprochen, musste das Gebiet aber als Ergebnis des Wiener Kongresses im Sommer 1815 wieder an das seit 1804 bestehende Kaisertum Österreich zurückgeben. Der Name leitet sich von der Stadt Tarnopol (heute ukrainisch Ternopil) ab, sie stellte die Hauptstadt des Gebietes dar.
Das Russische Reich übernahm das Gebiet mit etwa 400.000 Einwohnern im Frühjahr 1810 und wurde per Ukas des russischen Kaisers vom 15. Juni 1810 als Tarnopoler Kreis ein administrativer Bestandteil des Russischen Kaiserreiches.
Verwaltungstechnisch wurde das Gebiet zunächst in die zwei Okrugs (Bezirke) Tarnopol und Zaleszczyki (im Süden) unterteilt, 1814 kam noch der Okrug Trembowla dazu. Als Amtssprache wurde das Russische bestimmt, daneben war Polnisch als weitere Amtssprache zugelassen, dazu wurde der Julianische Kalender eingeführt, russische Pässe ausgestellt und Militärmatriken eingeführt.
Am 6. August 1815 wurde das Gebiet auf Grund des Vertrages vom 3. Mai 1815 wieder von der österreichischen Verwaltung übernommen und die vorherigen Verwaltungseinheiten (Kreis Tarnopol, Kreis Czortkow) wiederhergestellt.